# La maschera del comando
La maschera del comando è un saggio del 1987 dello scrittore storico britannico John Keegan.

## Contenuto
Nel libro viene espressamente analizzata la figura del generale, ed in particolare di come e quanto tale presenza possa incidere sull'andamento dei grandi eventi storici.
(John Keegan)
John Keegan ha così messo in luce come la "rivoluzione borghese" del 1789, separando il ruolo di capo militare da quello di leader politico, abbia da un lato creato le premesse per la genesi della figura del militare di professione (tanto più necessaria quanto maggiori divengono le dimensioni degli eserciti di leva, pure loro figli della Rivoluzione Francese), da un altro fondato il tabù (modernamente di generale accettazione) in virtù del quale la politica non fa per il militare (e viceversa).
Questo saggio, per certi versi, appare il contraltare de Il volto della battaglia, in cui Keegan aveva studiato il fenomeno bellico sotto una prospettiva — in un certo senso — più "microsociologica", cercando di ristabilire la verità (ed anche la mera apparenza) dello scontro facendo astrazione delle consuete narrazioni retorico-fantasiose.
I grandi condottieri esplicitamente presi in esame sono: Alessandro Magno, Wellington, Ulysses Simpson Grant, Adolf Hitler.

## Parti principali in cui è suddivisa l'opera
- Introduzione: La leadership preeroica

1. Alessandro Magno e la leadership eroica
2. Wellington: l'antieroe
3. Grant e la leadership senza eroismo
4. Falso eroismo: Hitler comandante supremo
5. Conclusioni

## Edizioni
- La maschera del comando, traduzione di Erica Mannucci, Collana La Cultura, Milano, Il Saggiatore, 2003,  p. 361, ISBN 88-428-1073-8.